# Rodokrosit
Rodokrosit kallas även manganspat och är ett mineral som ibland används som manganmalm. Den kemiska formeln är MnCO3. Det är ett mangankarbonat. Färgen kan vara rosa, röd eller rödbrun.  
Namnet rodokrosit kommer av grekiska rhodo'chrōs som betyder rosfärgad, rho'don betyder ros och chrōs betyder färg.

## Bildning
Mineralet kan bildas i hydrotermala mineraliseringar. Rodokrositens mangan kan ersättas av järn eller delvis av kalcium eller magnesium varvid den rosa färgen försvagas och kan bli vit. Zink, kobolt eller kadmium kan också ersätta manganet.

## Förekomst

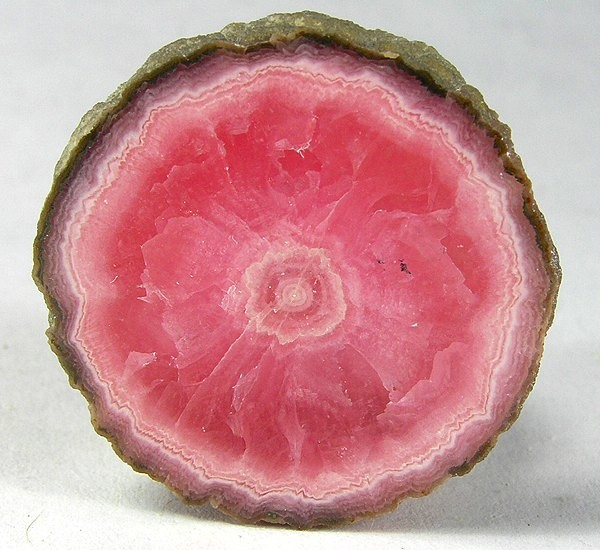
Bandad rodokrosit från Argentina.

Utöver romboeder- eller skalenoederkristaller förekommer rodokrosit i kompakt form, ibland med bandat utseende.
Mineralet förekommer i bland annat i Colorado (USA), Kalahari (Sydafrika) och Transsylvanien (Rumänien). I Sverige kan man hitta rodokrosit i till exempel Långban och Persberg (Värmlands län).